# IC 3538
IC 3538 је појединачна звијезда у сазвјежђу Береникина коса која се налази на листи објеката дубоког неба у Индекс каталогу.
Деклинација објекта је + 26° 14' 10" а ректасцензија 12h 35m 15,6s.